# فولتا العليا الفرنسية
فولتا العليا (بالفرنسية: Haute-Volta)‏ كانت مستعمرة تابعة لغرب أفريقيا الفرنسي، تأسست في 1 مارس 1919 من ألأراضي التي كانت تشكل جزءًا من مستعمرات السنغال العليا والنيجر، وساحل العاج. تم حل المستعمرة في 5 سبتمبر 1932، وتم تقسيم إدارة أراضيها بين ساحل العاج، والسودان الفرنسي، ومستعمرة النيجر.
بعد إنتهاء الحرب العالمية الثانية في 4 سبتمبر 1947، عادت المستعمرة من جديد كجزء من الاتحاد الفرنسي. في 11 ديسمبر 1958 أعيد تشكيل المستعمرة لتصبح جمهورية فولتا العليا ذات الحكم الذاتي، ولكنها ظلت جزءًا من المجتمع الفرنسي حتى 5 أغسطس 1960، عندما حصلت على الاستقلال التام. في 4 أغسطس 1984 أصبح اسم الدولة بوركينا فاسو.
يشير اسم الدولة إلى أنها تحوي الجزء العلوي من نهر فولتا، وينقسم النهر إلى 3 أجزاء وهي الفولتا الأسود، والفولتا الأبيض، والفولتا الأحمر.

## التاريخ
حتى نهاية القرنت التاسع عشر، كان تاريخ فولتا العليا يهيمن بناء ممالك موسي والذين وصلوا لموقعهم الحالي من شمال غانا. عندما وصل الفرنسيون وسيطروا على المنطقة في عام 1896، تمت السيطرة على العاصمة واغادوغو. في عام 1919 تم توحيد بعض المقاطعات من السنغال العليا والنيجر إلى مستعمرة منفصلة تدعى فولتا العليا. تم هجر المستعمرة لفترة وجيزة في 1932، وأعيد تشكيلها في 1937 تحت اسم الساحل الأعلى.
تعرض السكان الأصليون للتمييز الشديد. على سبيل المثال، لم يسمح للأطفال الأفارقة بركوب الدراجات وقطف الفاكهة من الأشجار، فهذه «الامتيازات» كانت تمنح فقط لأطفال المستعمرين. مخالفة هذه التعليمات كان يؤدي لسجن الوالدين.
بدأت مراجعة تنظيم أقاليم ما وراء البحار الفرنسية مع إقرار القانون الأساسي الصادر في 23 يوليو 1956. تبع هذا القانون إجراءات إعادة التنظيم التي وافق عليها البرلمان الفرنسي في أوائل عام 1957 والتي ضمنت درجة كبيرة من الحكم الذاتي للأقاليم الفردية. أصبحت فولتا العليا جمهورية تتمتع بالحكم الذاتي في المجتمع الفرنسي في 11 ديسمبر 1958.
حصلت فولتا العليا على الاستقلال التام في 5 أغسطس 1960، وكان الرئيس الأول للبلاد هو موريس ياميوغو.

## حكام المستعمرات

### نواب المحافظين (1919-1932)
- إدوارد هيسلينج (9 نوفمبر 1919 - 7 أغسطس 1927)
- روبرت أرنو (7 أغسطس 1927 - 13 يناير 1928)
- البريك فورنير (13 يناير 1928 - 31 ديسمبر 1932)
- غابريل ديسميت (22 ديسمبر 1932 - 31 ديسمبر 1932)

### المحافظون (1947-1958)
- غاستون مورغيس (6 سبتمبر 1947 - 29 أبريل 1948)
- ألبرت مورغيس (29 أبريل 1948 - 23 فبراير 1953)
- سلفادور جان إتشيبر (23 فبراير 1953 - 3 نوفمبر 1956)
- إيفون بورج ((3 نوفمبر 1956 - 15 يوليو 1958)
- ماكس بيرثيت (15 يوليو 1958 - 11 ديسمبر 1958)

### المندوبون الساميون (1958-1960)
- ماكس بيرثيت (11 ديسمبر 1958 - فبراير 1959)
- بول ماسون (فبراير 1959 - 5 أغسطس 1960)